# Język wernakularny
Język wernakularny (łac. vernacularum, ang. vernacular) – język (lub dialekt), który służy do komunikacji codziennej w obrębie jakiejś społeczności; rodzimy język lub dialekt pewnej grupy ludności, pewnego regionu lub kraju. Język wernakularny może przeciwstawiać się językowi szerzej stosowanemu jak lingua franca (np. języki narodowe a łacina w renesansie), językowi urzędowemu (np. język kurdyjski a język turecki w Turcji), dialektowi standardowemu (np. dialekt bawarski a język ogólnoniemiecki) czy też nomenklaturze naukowej (por. biologiczne nazewnictwo wernakularne).
Na przykład w Europie Zachodniej aż do XVII wieku większość prac naukowych była pisana w języku łacińskim, który służył jako lingua franca. Prace napisane wówczas w językach romańskich określane są w tym kontekście jako napisane w języku wernakularnym.
Termin „język wernakularny” (vernacular) bywa definiowany na różne sposoby i może być odnoszony zarówno do języków, jak i dialektów. Niekiedy nazywa się w ten sposób języki pozbawione standardowej postaci, form kodyfikacji czy też wypracowanej tradycji literackiej (w różnych ujęciach). W lingwistyce określenie vernacular funkcjonuje również jako synonim dialektu niestandardowego, odmiany języka odrębnej od standardowej. W językoznawstwie angielskim terminem tym określa się pewne ustne odmiany języka, zwykle kojarzone z grupami o niższym statusie i mniej prestiżowe od pozostałych odmian (jak np. niestandardowa angielszczyzna afroamerykańska – African American Vernacular English).
Termin pochodzi od łacińskiego vernaculus („rodzimy, domowy”) i od vernus – tak nazywano niewolnika, który urodził się w domu pana. Znaczenie przenośne zostało rozszerzone od zdrobnienia od słów vernaculus, vernacula. Varro, klasyczny gramatyk łaciński, używał terminu vocabula vernacula („słownictwo wernakularne”) dla odróżnienia słownictwa języka narodowego od leksyki obcej.